# 1er bataillon d'infanterie (Australie)
Pour les articles homonymes, voir 1er bataillon.
Le 1er bataillon d'infanterie australien est une division de l'armée de terre australienne. Bien que sa dénomination exacte (1er) lui soit donné pendant la Première Guerre mondiale, la lignée du 1er bataillon peut être remontée jusqu'en 1854, lorsqu'une unité des Volunteer Rifles (fusillers volontaires) est levée à Sydney, en Nouvelle-Galles du Sud. Cette unité a depuis été redésignée à plusieurs reprises mais, grâce à ses liens avec les unités de la force de défense coloniale de la Nouvelle-Galles du Sud, l'histoire du bataillon inclut des services au Soudan et en Afrique du Sud.
Le 1er bataillon est levé pour le service à l'étranger en 1914, en pleine Première Guerre mondiale, dans le cadre de la première force impériale australienne. Attaché à la 1re brigade (en), le bataillon sert d'abord en Égypte avant de prendre part aux combats contre les Turcs à Gallipoli. Plus tard, le bataillon est envoyé sur le front occidental où il combat dans les tranchées en France et en Belgique dans le cadre du Corps australien. Le bataillon est dissous en 1919, après la fin de la guerre.
En 1921, le bataillon est reformé dans le cadre de l'armée de réserve australienne sous le nom de « 1er bataillon (East Sydney Regiment) ». Pendant l'entre-deux-guerres, la désignation de l'unité change à plusieurs reprises et, pendant un certain temps, elle est fusionnée avec le 19e bataillon (en).
Pendant la Seconde Guerre mondiale, le bataillon sert de force de garnison en Australie avant d'être dissous en 1944 en raison du manque d'effectifs.
Après la guerre, le 1er bataillon n'est pas reformé avant 1957, date à laquelle il devient une unité de commando (en) à Sydney sous le nom « 1er bataillon d'infanterie (Commando) (City of Sydney's Own Regiment) » avant d'être réduit à un élément de la taille d'une compagnie dans l'organisation pentropique australienne (en), sous le nom « 1er bataillon, Royal New South Wales Regiment ».
En 1965, le bataillon est reformé pour devenir le « 1er bataillon, Royal New South Wales Regiment (Commando) » à la fin de l'organisation pentropique. Il conserve son rôle de commando jusqu'en 1971, date à laquelle il est fusionné une nouvelle fois avec le 1er /19e bataillon, Royal New South Wales Regiment (en), une unité de l'armée de réserve australienne qui existe toujours aujourd'hui.

## Histoire

### Lignée
Bien que le 1er bataillon n'ait été techniquement créé qu'en 1914, l'unité tire son origine d'unités levées à Sydney, en Nouvelle-Galles du Sud, soixante ans auparavant. En effet, le 1er bataillon est le plus ancien bataillon d'infanterie de Nouvelle-Galles du Sud. Il est le successeur des Sydney Volunteer Rifles (fusiliers volontaires de Sydney), qui ont été créés en 1854 dans la colonie de Nouvelle-Galles du Sud de l'époque, en réponse aux inquiétudes suscitées par la menace que représentaient les forces navales russes dans le Pacifique pendant la guerre de Crimée,. Par la suite, l'unité connait plusieurs changements de composition et de désignation au fur et à mesure de la réorganisation des différentes forces de défense coloniales entre le milieu et la fin du XIXe siècle. En 1860, l'unité est connue sous le nom de « Sydney Battalion », mais en 1878, à la suite de la décision d'introduire un système de paiement partiel pour les soldats volontaires, l'unité est absorbée par le 1er régiment d'infanterie volontaire de Nouvelle-Galles du Sud (« 1st Regiment of New South Wales Volunteer Infantry »).
En 1885, le 1er régiment fournit un détachement d'un officier et 75 hommes pour servir au Soudan pendant la guerre des mahdistes, pour laquelle ils reçoivent l'honneur de bataille « Suakin 1885 ». Au cours de la seconde guerre des Boers, 12 officiers et 91 hommes du régiment servent en Afrique du Sud au sein du contingent de Nouvelle-Galles du Sud, ce qui leur vaut de recevoir l'honneur de bataille « Afrique du Sud 1899-1902 ». Après la création de la fédération de l'Australie, le régiment devint le 1er régiment d'infanterie australien (1st Australian Infantry Regiment). Un système de conscription est introduit en 1911. En raison de la forte augmentation de la taille de l'armée, les régiments existants sont réorganisés et redésignés. En conséquence, le régiment est divisé en trois unités : les 21e, 24e et 26e régiments d'infanterie.

### Première Guerre mondiale
Après le déclenchement de la Première Guerre mondiale, la décision est prise de créer une force expéditionnaire connue sous le nom de première force impériale australienne (AIF), qui existerait aux côtés des unités de milice déjà existantes. Cette décision s'explique en grande partie par les dispositions du Defence Act 1901 qui interdit d'envoyer des conscrits combattre à l'étranger, mais aussi par la nécessité de maintenir une présence militaire en Australie en cas d'urgence ou d'attaque pendant que la 1re AIF est déployée à l'étranger. Bien qu'à l'origine, le nombre de miliciens pouvant s'enrôler est limité en raison de la nécessité d'assurer la défense des côtes et de garder les installations vitales, un grand nombre de miliciens s'enrôlent et sont affectés à des unités de l'AIF en fonction de leur localité. Par conséquent, de nombreuses unités de l'AIF sont associées aux unités de la milice de leur lieu d'affectation et, dans une certaine mesure, on tente de maintenir l'identité de ces unités au sein de l'AIF. On pense que jusqu'à 100 hommes du 1er régiment d'infanterie d'avant-guerre ont servi dans diverses unités de l'AIF pendant la guerre, y compris le 1er bataillon.
Parmi les unités levées par l'AIF, le 1er bataillon est l'une des premières unités d'infanterie levées en Nouvelle-Galles du Sud, étant formé dans la ville de Randwick dans les faubourgs de Sydney en août 1914, dans les quinze premiers jours de la guerre. Après une brève période d'entraînement de base, le 1er bataillon est parmi les premières troupes australiennes à être déployées à l'étranger, arrivant en Égypte le 2 décembre 1914.

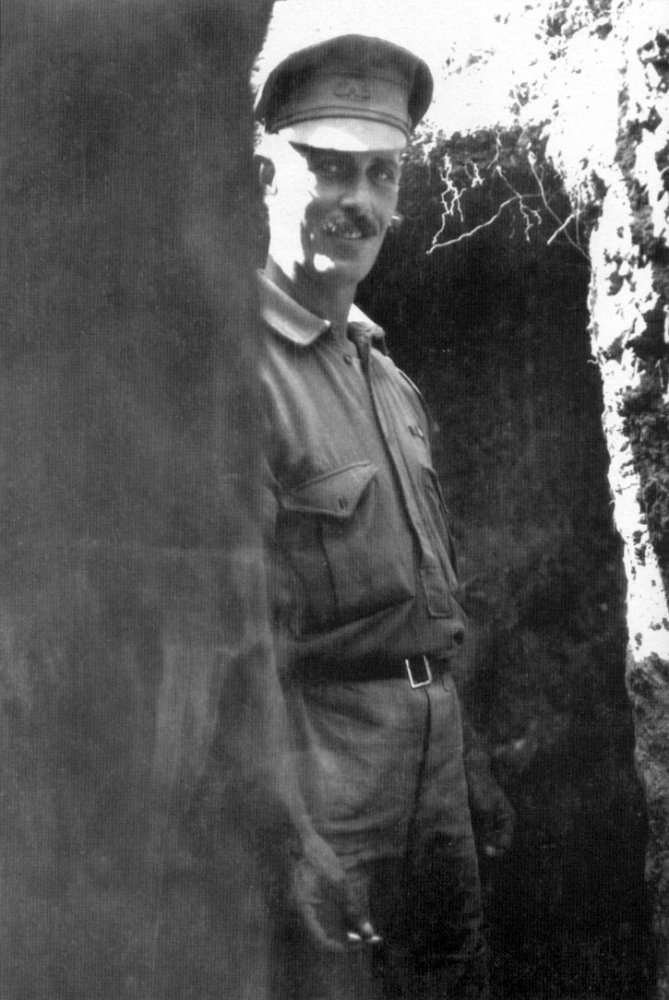
Alfred Shout, l'un des récipiendaires de la Croix de Victoria du 1er bataillon, au Quinn's Post, Gallipoli, 7 juin 1915.

Après avoir suivi un entraînement complémentaire et servi dans un rôle de défense statique autour du canal de Suez, le bataillon prend part au débarquement de la baie ANZAC, débarquant avec les deuxième et troisième vagues le 25 avril 1915. Après la bataille initiale pour les hauteurs surplombant la tête de pont, au cours de laquelle le bataillon prend part à l'attaque de la colline connue sous le nom de Baby 700, les Turcs reprennent le contrôle des hauteurs et le bataillon est contraint de se replier sur Russel Top, puis plus tard sur le flanc sud près de Gaba Tebe. Le 27 avril, le bataillon mène une charge désespérée à la baïonnette pour laquelle l'un des officiers du bataillon, Alfred Shout, reçoit la croix militaire et est mentionné dans les dépêches.

En août, les Alliés passent à l'offensive sur la péninsule de Gallipoli en lançant l'offensive d'août (en). Dans le cadre de cette offensive, la 1re division est appelée à lancer une attaque de diversion sur Lone Pine (en). C'est au cours de cette bataille que le bataillon prend part à l'engagement sans doute le plus remarquable de la campagne. L'attaque commence tôt le 6 août et après seulement une heure, les Australiens capturent les positions turques à Lone Pine. Les Turcs contre-attaquent presque immédiatement et les combats se poursuivent pendant les trois jours suivants, au cours desquels deux membres du bataillon, Alfred Shout et Leonard Keysor, accomplissent des actes de bravoure pour lesquels ils reçoivent plus tard la Croix de Victoria,. Les Alliés évacuent Gallipoli en décembre 1915 et le 1er bataillon retourne en Égypte. Pendant son séjour en Égypte, l'AIF connait une période d'expansion et de réorganisation, au cours de laquelle un certain nombre d'hommes du 1er bataillon sont transférés au 53e bataillon (en) nouvellement formé. Au début de l'année 1916, les divisions d'infanterie de l'AIF sont envoyées en France où, au cours des deux années et demie suivantes, elles prendront part aux combats contre les Allemands sur le front occidental.

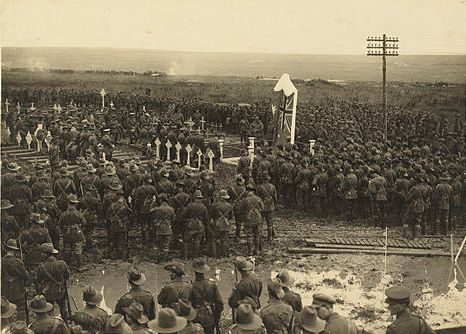
Un aumônier australien prononçant le sermon lors de l'inauguration du mémorial du 1er bataillon, Pozières.

La première action majeure du bataillon en France a lieu à Pozières en juillet 1916. Plus tard, le bataillon combat à Ypres, en Belgique, avant de retourner dans la Somme en hiver. À Bullecourt en mai 1917, George Howell (en) devient le troisième membre du bataillon à recevoir la Croix de Victoria. En 1918, le 1er bataillon aide à stopper l'offensive de printemps allemande en mars et avril avant de prendre part à l'offensive des Cent-Jours lancée près d'Amiens le 8 août 1918 et qui met finalement fin à la guerre. Le bataillon reste sur le front jusqu'à la fin septembre 1918, lorsqu'il est retiré du front avec le reste du Corps australien pour se reposer et se recycler en prévision d'autres opérations. Le 21 septembre, tous les membres de la compagnie « D », sauf un, refusent de participer à une attaque pour protester contre le fait que le bataillon soit renvoyé au combat alors qu'il est sur le point d'être relevé. Les membres de la compagnie sont ensuite emprisonnés pour désertion ; il s'agit du plus grand nombre de « refus de combattre » de l'AIF pendant la guerre. Cela fait partie d'un affaiblissement général de la discipline en raison du stress des combats prolongés. Le bataillon est hors du front lorsque l'Armistice est déclaré le 11 novembre 1918. Après la fin des hostilités, le processus de démobilisation commence et les effectifs du bataillon diminuent lentement à mesure que son personnel est rapatrié en Australie. Le bataillon est finalement dissous en mai 1919.
Sur tout le conflit, le 1er bataillon a subi un total de 1 165 hommes tués et 2 363 blessés. Les membres du bataillon ont reçu les décorations suivantes : trois croix de Victoria, deux compagnons de l'ordre de Saint-Michel et Saint-Georges, sept ordre du Service distingué avec une barrette, 40 croix militaire avec une barrette, 29 Distinguished Conduct Medal, 131 médaille militaire, neuf Meritorious Service Medal (en) et 57 citation militaire.

### Années d'entre-deux-guerres
En 1918, les unités de milice d'avant-guerre sont réorganisées une fois de plus en régiments de plusieurs bataillons. Il est décidé que les régiments reconstitués seront numérotés d'après les bataillons de l'AIF et que chacun d'entre eux comprendrait de trois à six bataillons. Le premier bataillon est formé d'anciens soldats inactifs de l'AIF, les membres de l'armée de réserve australienne forment le deuxième et les cadets supérieurs forment le troisième. En conséquence, le 21e régiment d'infanterie est redésigné comme le 1er régiment d'infanterie. Un nouvel examen des besoins en matière de défense est effectué en 1920, à l'issue duquel il est décidé que la milice doit être encore réorganisée pour perpétuer les honneurs de bataille et les désignations de l'AIF. Le 1er avril 1921, l'AIF est officiellement dissoute et un mois plus tard, la nouvelle organisation de la milice est adoptée. Dans le cadre de cette réorganisation, le bataillon de l'armée de réserve de chaque régiment est séparé et adopte la désignation numérique du bataillon de l'AIF auquel il était associé, ainsi que son écusson de couleur et ses honneurs de bataille.

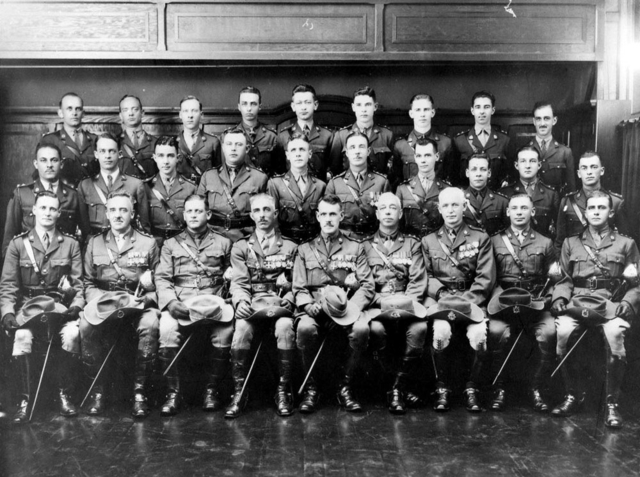
Officiers du 1er /, novembre 1932.

En conséquence, le 5e bataillon du 1er régiment d'infanterie  est rebaptisé 1er bataillon et est rattaché à la 9e brigade de la 2e division. En 1927, les titres territoriaux sont introduits et le bataillon adopte officiellement la désignation de 1er bataillon (East Sydney Regiment), qu'il utilise officieusement depuis 1921,. En 1929, après l'élection du gouvernement travailliste de Scullin, la conscription est abolie et remplacée par un nouveau système selon lequel les forces citoyennes ne seraient maintenues qu'à temps partiel et sur la base du volontariat. C'est également à cette époque qu'elles sont rebaptisées « milice ». La décision de suspendre l'entraînement obligatoire, associée à la récession économique de la Grande dépression en Australie (en), entraîne une baisse considérable des effectifs de nombreuses unités de la milice, ce qui conduit à la décision de fusionner un certain nombre d'unités. Le 1er juillet 1930, le 1er bataillon est fusionné avec le 19e bataillon, adoptant plus tard le titre de 1er /19e bataillon (City of Sydney's Own Regiment). Les deux bataillons restent liés jusqu'en 1939, date à laquelle, en raison des perspectives de guerre, un certain nombre de bataillons de milice sont dissociés en vue de l'expansion de l'armée. Pendant une brève période après cela, le bataillon est connu sous le nom de 1er bataillon (City of Sydney Regiment), mais ce n'est que de courte durée puisqu'il est bientôt fusionné une fois de plus, cette fois avec le 45e bataillon (en),.

### Seconde Guerre mondiale
Avec le déclenchement de la Seconde Guerre mondiale, le gouvernement décide une fois de plus de former un corps expéditionnaire d'outre-mer en dehors des unités de milice préexistantes. Afin de maintenir la capacité de l'armée à défendre l'Australie si le Japon entre en guerre, il est décidé une fois de plus de limiter à environ un quart le nombre de miliciens autorisés à s'engager dans la seconde force impériale australienne (2e AIF). Tandis que les unités de la 2e AIF sont envoyées à l'étranger, en Angleterre, en Afrique du Nord et au Moyen-Orient, la milice reste en Australie pour effectuer diverses tâches de garnison et de formation afin d'améliorer la préparation générale de la nation. Après l'entrée en guerre du Japon en décembre 1941, la situation évolue et, au cours de la période 1942-45, de nombreuses unités de la milice sont mobilisées et déployées pour combattre en Nouvelle-Guinée, en Nouvelle-Bretagne, à Bougainville et à Bornéo. En tout état de cause, plus de 207 000 miliciens passent de la milice à l'AIF au cours de la guerre. En conséquence, et compte tenu des graves pénuries de main-d'œuvre que connaît l'économie australienne à partir d'octobre 1942, huit bataillons de la milice sont dissous, tandis que onze autres sont démantelés et leur personnel réparti dans d'autres unités. Le 1er /45e bataillon est l'un des bataillons dissous, en 1944, sans avoir été déployé à l'étranger,,. Avant cela, cependant, le bataillon est réorganisé en août 1942, sa compagnie de mitrailleuses étant transférée pour former le 6e bataillons de mitrailleuses (en) avec plusieurs autres compagnies de mitrailleuses de la milice.

### Après guerre
Après la Seconde Guerre mondiale, l'armée de réserve est reformée en 1948, bien que le 1er bataillon ne soit pas relancé à ce moment-là. En 1957, il est décidé d'étendre la 1re compagnie de commandos en un bataillon complet nommé 1er bataillon d'infanterie (Commando), City of Sydney's Own Regiment. Lorsque l'armée de réserve est réorganisé en 1960 sous l'organisation pentropique australienne (en), cette unité est une fois de plus réduite à la taille d'une compagnie, formant la 1re compagnie de commandos (The City of Sydney Company), 1er bataillon, Royal New South Wales Regiment. En 1965, lorsque l'organisation pentropique est interrompue, cette compagnie est de nouveau élevée à une unité de la taille d'un bataillon complet, formant le 1er bataillon, Royal New South Wales Regiment (Commando). Le bataillon maintient son rôle de commando jusqu'en 1971, date à laquelle il est fusionné avec le 19e bataillon pour devenir le 1er/19e bataillon, Royal New South Wales Regiment (en), une unité qui existe encore aujourd'hui et perpétue les honneurs de bataille du 1er bataillon et de ses prédécesseurs ainsi que celui du 19e bataillon. La 1re compagnie de commandos est ensuite reconstituée en tant qu'unité distincte et plus tard intégrée au 1er régiment de commandos.

## Honneurs de bataille
Le 1er bataillon portait les honneurs de bataille suivants :
- Suakin 1885[1].
- Guerre des Boers : Afrique du Sud 1899-1902[1].
- Première Guerre mondiale : Hazebrouck, Amiens, Albert 1918 (Chuignes), Ligne Hindenburg (deux fois), Epehy, France et Flandre 1916–1918, ANZAC, Débarquement à ANZAC, Suvla, Sari Bair–Lone Pine, Somme 1916, Somme 1918, Pozières, Bullecourt, Ypres 1917, Menin Road, Polygon Wood, Broodseinde, Poelcappelle, Passchendaele, Lys[7].